# Porvarinsaari
Porvarinsaari är en ö i Finland. Den ligger i Norra kvarken och i kommunen Vasa i landskapet Österbotten, i den västra delen av landet. Ön ligger nära Vasa och omkring 370 kilometer nordväst om Helsingfors.
Öns area är 2,61 kvadratkilometer och dess största längd är 2,5 kilometer i nord-sydlig riktning.